# طلوع إسلام
طلوع اسلام منظمة أسسها غلام أحمد برويز تلميذ محمد إقبال.

## وجه التسمية
سميت المنظمة نسبة إلى مجلة طلوع اسلام التي سميت على قصيدة بنفس الاسم لمحمد إقبال.
وفي الألفاظ المختلفة في المعاني المؤتلفة طلعت الشمس طلوعا وبزغت وذرت وشرقت وأنارت واشرقت وبرزت من حجابها.
وعرف استعمال اللفظة في الشهر منذ نحو مائة عام قبل الهجرة في ديوان المهلهل إذ قال

لما نعى الناعي كليبا
أظلمت شمس النهار فما تريد طلوعا
وتفيد اللفظة في الأردو اليقظة وبداية الشيء.

## المواضيع
ذهب برويز إلى أن البقاء للإنسان لا يكون بالمادة فحسب بل بالإنسانية وأن الإنسان عندما يبلغ البقاء بالمادة فهو يطمع للبقاء بالإنسانية.